# Episodi di Romolo + Giuly: La guerra mondiale italiana (prima stagione)
La prima stagione della serie televisiva Romolo + Giuly: La guerra mondiale italiana, composta da 8 episodi, è stata trasmessa in prima visione assoluta su Fox dal 17 settembre all'8 ottobre 2018.
| n° | Titolo                    | Prima TV          |
| -- | ------------------------- | ----------------- |
| 1  | C’era una volta in Italia | 17 settembre 2018 |
| 2  | C’eravamo tanto odiati    | 17 settembre 2018 |
| 3  | Paura e delirio a Pontida | 24 settembre 2018 |
| 4  | Ultimo tango al Pigneto   | 24 settembre 2018 |
| 5  | Amatriciana meccanica     | 1º ottobre 2018   |
| 6  | Lost in Roma Sud          | 1º ottobre 2018   |
| 7  | Boro scatenato            | 8 ottobre 2018    |
| 8  | La grande monnezza        | 8 ottobre 2018    |

## C’era una volta in Italia
- Regia: Michele Bertini Malgarini
- Guest star: Umberto Smaila, Giorgio Panariello

Roma, 753 a.C. Romolo e Remo pensano dove fondare la città: Romolo vorrebbe fondarla a sud per la bellezza della costa, Remo a Nord per l'abbondanza di donne. Da qui nasce una diatriba che divide la città in due parti che tuttora si danno battaglia.
Roma, oggi. È il funerale di Annibale Melchiorre, l'uomo che teneva unita l’Italia. All’evento partecipano le due famiglie che controllano le due parti della città: i Copulati, famiglia di palazzinari di Roma Nord, e i Montacchi, che gestiscono il servizio rifiuti della città e hanno potere in tutta Roma Sud. Durante il funerale, Massimo Copulati annuncia che Giangi Pederzoli, futuro marito di sua figlia Giuly, si candiderà come sindaco di Roma, scatenando le ire di Arfio Montacchi, il quale vede così la fine della tregua proclamata anni prima e che vedeva la città spaccata in due. Dalla bara si sentono rumori: Annibale è ancora vivo e viene portato via da un gabbiano gigantesco. Romolo Montacchi sente la necessità di cambiare e di conoscere qualcosa di nuovo, oltre a essere stanco di farsi trattare bene solo perché è figlio di suo padre. Arfio, padre di Romolo, lo rintraccia dato che non si è presentato al funerale ed è andato invece a divertirsi con gli amici all'Eur. Dopo averlo messo al corrente dei fatti, gli impone di andare alla festa dei Copulati a Roma Nord e rovinargliela. Romolo, più per curiosità che per dare retta al padre, convince i suoi amici ad andarci. 
A Napoli, Don Alfonso è furioso perché i romani (i Montacchi per la precisione) usano il Vesuvio come inceneritore naturale e vuole la rinascita della cultura partenopea. Dopo un tentativo fallito di clonare Totò (Giorgio Panariello), riceve una lettera da Milano. Recatosi lì, Giorgio Mastrota lo invita a prender parte al suo piano: furioso per il fatto che i romani gestiscono anche Milano (il presidente della regione è Edoardo Pederzoli, padre di Giangi e agente dei Copulati), progetta di trasformare Roma in un gigantesco Luna Park per ricchi. Per fare questo, gli servono le armi e gli uomini di Don Alfonso, che però se ne va dicendo che ci deve pensare.

## C’eravamo tanto odiati
- Regia: Michele Bertini Malgarini
- Guest star: Paolo Bonolis, Le Coliche

A Roma, Romolo e i suoi amici partono per Roma Nord camuffati da "pariolini" per non essere riconosciuti. Dopo aver superato diversi ostacoli, tra cui l'invalicabile checkpoint di Roma Nord e le sirene di Ponte Milvio all'ora dell'aperitivo, finalmente ci arrivano. Giuly Copulati invece è triste nonostante l'agio in cui vive a causa della mancanza d'affetto da parte dei genitori, specie dalla madre che, invece di preoccuparsi della sua felicità, si preoccupa più del matrimonio imminente con Giangi e dell’aspetto fisico della figlia. Intanto Romolo e i suoi riescono a infiltrarsi nel castello dei Copulati e partecipano alla festa: il giovane però si infuria quando vede la pessima rappresentazione di un evento passato, quello in cui Massimo Copulati sfregia Alfio Montacchi sulla guancia con la sua American Express Platinum. Decide quindi di rubarla per vendetta. Mentre aspetta gli altri per andarsene, incontra Giuly Copulati. I due si piacciono subito e passano la serata insieme in una scena parodia di Titanic. Quando stanno per baciarsi, Romolo viene portato via dagli amici che lo avvertono di essere stati scoperti. Il giovane riesce a farsi dire il nome da Giuly, che invece scopre da Giangi che il ragazzo di cui si è invaghita è il figlio dei Montacchi.
A Napoli, Don Alfonso, su consiglio della madre, decide di accettare l'offerta dei milanesi per ricostruire il Regno delle Due Sicilie di cui è l'ultimo discendente. Si scopre che Mastrota e Tciu si sono conosciuti in carcere. Il primo, dopo un tentativo fallito di entrare in politica con Berlusconi, ha stalkerato Paolo Bonolis per essere scelto nella trasmissione Bim Bum Bam, posto che andò al pupazzo UAN; Mastrota invece ha tentato di vendere sua nonna a un vecchietto, come ha sempre fatto con i materassi. I due meditano vendetta da allora. Don Alfonso è quindi disposto a collaborare con loro, ma alle sue condizioni: alla fine della guerra Milano si terrà il Nord, mentre lui si prenderà il Sud. Milano e Napoli quindi si uniscono, ma solo per poi dividersi. 

## Paura e delirio a Pontida
- Regia: Michele Bertini Malgarini

A Roma, Romolo torna a casa vittorioso e rende orgoglioso suo padre, il quale annuncia a Ostia la candidatura del figlio alla carica di sindaco di Roma. Romolo confessa alla madre di essersi innamorato di Giuly Copulati e lei non reagisce molto bene alla notizia.
Al Nord, Mastrota e Tciu propongono un'alleanza a Teodorico Fumagalli, fondatore e leader del Movimento Settentrionale Nordico del Nord. Il contadino urlatore, per essere sicuro di potersi fidare, li sottopone a due prove. La prima, affrontata da Tciu, è la classica sfida a chi beve di più: il protagonista della gara però non è l'alcool, ma l'acqua del Po conservata imbottigliata ed etichetta da Teodorico in persona. La seconda, affrontata da entrambi, è la "Caccia al negher" dove, contrariamente a quanto suggerisce il nome, si dà la caccia a due Meridionali.
In Sicilia, Don Calogero, boss latitante, viene a sapere da alcuni ingegneri mandati da Don Alfonso sull'isola che quest'ultimo ha intenzione di costruire il ponte sullo stretto e regnare su tutto il Sud Italia. Contrariato, va a Napoli da Don Alfonso per esprimere il suo disappunto. Tra i due comincia una discussione sull'importanza storica e culinaria delle due regioni che verrà interrotta da Donna Assunta, madre di don Alfonso. La donna propone a Don Calogero di regnare su tutto il Sud alla pari con il figlio in cambio del matrimonio tra Don Alfonso e la figlia del latitante. Donna Assunta infatti è stanca perché non riesce a trovare una papabile sposa per suo figlio.
Al Castello Copulati, Giangi e Giuly firmano un accordo prematrimoniale basato su tradimenti, eredi e aspetto fisico. Giuly propone a Giangi di fare qualcosa di divertente e lui organizza un "safari dei poveri" con tanto di “poor watching”.
A Ostia, Romolo, spinto dal padre, si avvicina alla sua amica Deborah.
Quella notte, sia Romolo che Giuly rimangono svegli a guardare il film Romeo + Giulietta con Leonardo DiCaprio e si pensano l'un l'altro.

## Ultimo tango al Pigneto
- Regia: Michele Bertini Malgarini

Al Nord, Mastrota comincia ad addestrare Teodorico nell'arte della vendita e della menzogna per poterlo far entrare in politica.
A Roma, Don Alfonso incontra Tciù in un locale segreto creato dai Milanesi per alienarsi dalla romanità quotidiana. I due discutono sul prossimo piano da attuare. Poco dopo iniziano le azioni sovversive organizzate da Don Alfonso: Roma Nord si ritrova sommersa dai rifiuti, Roma Sud rimane senza acqua.
Intanto comincia anche la campagna elettorale: Giangi riesce ad ottenere il supporto di Pablo, capo della tribù di San Basilio, mentre Romolo non ottiene l’aiuto di Valerio “Topinambur”, il capo degli "Hipster" del Pigneto, il quale si dichiara neutrale. Romolo inizia a farsi vedere in pubblico con Deborah per guadagnare voti, suscitando l’ira di Giuly. I due candidati si ritrovano poi a colloquio con la sindaca di Roma, che si mostra entusiasta di dare le dimissioni, consigliando ai due ragazzi di lasciar perdere la politica, e si congeda come Mago Merlino diretta a Honolulu. Al termine dell'incontro, Romolo segue Giuly nel bagno delle donne e le propone di scappare con lui al Pigneto. Lei si lascia convincere con un bacio. Al Pigneto, sentendosi al sicuro, Romolo e Giuly si baciano senza accorgersi di essere fotografati. I due innamorati però vengono separati dai capi del quartiere che riconsegnano Giuly alla sua famiglia, ricevendo in cambio il supporto militare per l'invasione del quartiere di San Lorenzo.
A Milano, durante una conferenza stampa nel Palazzo della Regione, Teodorico irrompe e contesta in diretta sul Web l'iniziativa della "Settimana della cultura romana" organizzata da Pederzoli.
Tornato a Napoli, Don Alfonso conosce Martina, la figlia di Don Calogero e sua futura moglie. Il boss però mostra un certo interesse per Frankie, nipote del latitante, che rimarrà in città per aiutarli con la ricostruzione del regno.

## Amatriciana meccanica
- Regia: Michele Bertini Malgarini

Giuly è rinchiusa in una cella e si trova in astinenza da Internet. Grazie alla sua educazione e alla vicinanza con la domestica Filippina fin da bambina riesce a mandare un messaggio. Un certo Dottor Piercarlo Pierugo Pierpiero Pier Brambilla la sottopone ad una cura simile a quella presentata nel film "Arancia Meccanica" per estirpare il sud dal corpo di Giuly e trasformarla quindi in Piergiuly.
Massimo Copulati vuole costruire un muro tra Roma Nord e Roma Sud completo di recinzione elettrificata e cecchini.
A Napoli, Don Alfonso presenta un nuovo stemma per il neo Regno borbonico di forma fallica. Gennarino confessa a Don Alfonso che la sua omosessualità è abbastanza palese, così il boss provvede a sembrare un vero uomo assumendo comportamenti mai mostrati prima come gridare, guardare una partita di calcio e vestirsi in tuta.
Romolo riceve il messaggio di Giuly, da lui considerato in codice in quanto scritto da una Filippina. Il narratore gli suggerisce che è rinchiusa nei sotterranei del bar Brera a Milano. Romolo parte per Milano a piedi, dopo aver confessato a Deborah di essere innamorato di un'altra. Arrivato nel capoluogo lombardo incontra il suo vecchio amico Ivano, Romano di nascita ma Milanese di adozione. Viene a conoscenza delle politiche anti-Romani attuate da Teodorico e di conseguenza deve fingersi un vero Milanese per raggiungere il bar Brera. Superato con violenza un posto di blocco riesce a raggiungere il sotterraneo del locale, dove però viene sedato dal dottor Brambilla. Al suo risveglio è costretto a combattere contro una creatura del dottore chiamata "Il Milanese Perfetto" che altri non è che Ivano. La sfida tra Romolo e Ivano si trasforma in una sfida tra Roma e Milano dove Ivano viene sopraffatto grazie a "L'anima de li mortacci tua" di Romolo. Nel frattempo il lavaggio del cervello di Giuly (ora Piergiuly) è giunto al termine, e sul video che era costretta a guardare Tciù le ordina di uccidere Romolo quando sentirà il coro "C'è solo un capitano". La ragazza disprezza chiaramente Romolo, che la porta via di peso.

## Lost in Roma Sud
- Regia: Michele Bertini Malgarini

Romolo e Piergiuly vengono catturati dai soldati milanesi e vengono condannati ad essere mantecati in un risotto alla milanese con l'acqua sacra del Dio Po. Giuly si riprende dalla sua condizione e i due innamorati vengono graziati da uno degli adepti della Centrale del Male. Vengono accompagnati al cospetto di Mastrota che offre loro un passaggio per tornare a Roma Sud.
Nello scantinato del bar Brembra il dottor Brambilla viene torturato da Tciù.
A Napoli Don Alfonso si procura le armi che userà assieme ai Milanesi per conquistare Roma.
A Roma Sud, Romolo porta Giuly a casa sua e con la complicità di Anna Montacchi la ragazza viene travestita e presentata a tutta la famiglia come una nuova domestica. Giuly si sente incompatibile con le abitudini quotidiane degli abitanti della parte meridionale di Roma e dopo una discussione che mette in dubbio la relazione con Romolo, la coppia viene raggiunta da Antonello Venditti che li consola cantando e portandoli in giro per Roma. La mattina del giorno dedicato a San Francesco Totti, la sveglia di Romolo si sintonizza sul coro "C'è solo un capitano", risvegliando così in Giuly l'istinto omicida impiantato dal lavaggio del cervello. Fallisce nel suo intento e i due innamorati si riaddormentano.

## Boro scatenato
- Regia: Michele Bertini Malgarini

A Milano, Pedersoli scredita Teodorico portando in conferenza stampa una foto del contadino con sua moglie, una mucca. Questo fatto però non rovina la reputazione del lombardo tra i suoi concittadini.
È il 27 settembre, e a Roma Sud si festeggia la nascita di San Francesco da Porta Metronia decorando la casa con l'albero di Natale e il Presepe, e riunendosi a tavola con la famiglia mangiando esclusivamente con la posata sacra al Capitano, il cucchiaio. È anche il giorno in cui tutti i cittadini di Roma Sud chiedono una grazia al capo famiglia Montacchi, e Romolo vuole approfittare di questa usanza per confessare a suo padre il suo amore per Giuly.
A Milano, alla Centrale del Male, si pianificano le strategie per l'invasione della Capitale e, tramite una microtelecamera portata da un membro della banda della Magliana, assistono a ciò che succede ad Ostia: mentre Romolo al cospetto di suo padre tentenna per cercare le parole adatte, la Banda intona il coro "C'è solo un capitano" scatenando così per l'ennesima volta l'istinto omicida assopito in Giuly. La ragazza però fallisce nel suo tentativo in quanto gli unici utensili presenti al banchetto sono cucchiai. Appena recupera un coltello dalla cucina viene fermata da Arfio Montacchi che ha scoperto la sua identità e la porta via.
A Napoli, Don Alfonso si lascia andare in un ballo scatenato assieme a Frankie e i due finiscono per baciarsi. Martina, la sua promessa sposa, li scopre e riferisce tutto a Don Calogero. Il latitante quindi approfitta della situazione e ricatta il boss napoletano, obbligandolo a spostare la capitale del nuovo Regno Borbonico a Palermo.
Nuovamente a Roma, Arfio riconsegna Giuly alla famiglia Copulati previo ritiro della candidatura di Giangi. Il capofamiglia, tornando a casa, scopre dalla moglie che Romolo, adottato, non è figlio del macellaio della Garbatella come ha sempre saputo, ma figlio di un Romano della parte settentrionale. Arfio vaga per Roma di notte sconvolto dalla notizia e in preda ai ricordi. Romolo invece, saputo dal padre che è stata Giuly a chiedergli di riportarla a casa, scavalca un cornicione di un ponte con l'intenzione di buttarsi in acqua.

## La grande monnezza
- Regia: Michele Bertini Malgarini

Ad Ostia, Romolo, raggiunto dal padre e dal nonno, viene a sapere che non è il figlio naturale del capofamiglia Montacchi, e scopre inoltre che la voglia sul suo fianco destro ha un significato particolare. In ogni caso lui riconosce come vero padre colui che l'ha cresciuto, e Arfio in lacrime gli consiglia di andarsi a riprendere Giuly.
A Milano, Teodorico e le sue milizie armate obbligano Pedersoli a dimettersi.
A Napoli, Don Alfonso e Frankie si danno un triste addio in quanto il nipote di Don Calogero potrebbe compromettere, con la sua presenza, il progetto dei due boss.
Al Castello Copulati si sta svolgendo il matrimonio tra Giangi e Giuly e la cerimonia viene interrotta da Romolo. Quest'ultimo mostra a tutti i presenti la voglia sul suo corpo, scoprendo di essere figlio di Pedersoli e dunque fratello di Giangi. Romolo viene comunque catturato dagli uomini di Copulati. Nel frattempo Arfio diventa Sindaco di Roma ma viene subito accoltellato da Antonello Venditti che gli porta sarcasticamente i saluti di Massimo Copulati. Subito dopo Venditti riferisce a Mastrota che l'impresa ha avuto successo, decretando così la fine del lavoro sotto copertura del cantante.
A Napoli Don Alfonso parla al suo popolo a reti unificate e, con gran sorpresa degli spettatori, confessa la sua omosessualità. Inaspettatamente, tutti i cittadini e le persone a lui vicine lo supportano, tranne Don Calogero che esprime immediatamente la sua rabbia. Donna Assunta lo stende con un pugno.
Al Nord, Mastrota e Tciù smascherano Teodorico obbligandolo a spogliarsi. Il contadino nordico, a furia di bere l'acqua del Po, ha contratto una malattia che rende la sua pelle marrone, rendendolo simile ad una persona di colore. Le due menti della Centrale del Male si sbarazzano di lui facendolo inseguire dai suoi soldati che lo considerano uno straniero.
Al Castello Copulati i Romani del Sud sfondano l'ingresso, pronti a vendicare l'attacco ai danni di Arfio. Giuly e Romolo si ritrovano tra i due fuochi e la ragazza prova senza successo ad evitare che i due gruppi si scontrino. Nello stesso momento però, il Vesuvio erutta e tonnellate di rifiuti vengono scagliate dal vulcano su tutta Italia, danneggiando e distruggendo tutto ciò che c'è di bello nel Paese.
Annibale Melchiorre, l'ultimo Garibaldino, continua a vagare in cielo sul dorso del gabbiano gigante che lo portò via il giorno del suo funerale. Il simbolo dell'Unità d'Italia non può atterrare da nessuna parte, in quanto l'intero popolo Italiano è troppo diviso ed occupato a farsi la guerra da solo, piuttosto che trovare una soluzione ai suoi problemi.